# Cătiașu
 Cătiașu – wieś w Rumunii, w okręgu Buzău, w gminie Chiojdu. W 2011 roku liczyła 389 mieszkańców.